# Billy Barnes
Billy Barnes, född 27 januari 1927 i Los Angeles, Kalifornien, död 25 september 2012 i Los Angeles, Kalifornien, var en amerikansk kompositör och textförfattare.
Bland hans hitlåtar märks (Have I Stayed) Too Long at the Fair, inspelad med Barbra Streisand, och Something Cool, inspelad med June Christy. Barnes skrev också material till tv-serier som The Sonny and Cher Comedy Hour och The Carol Burnett Show, och han dök upp som skådespelare i ett antal avsnitt av Mad About You (Galen i dig). Han var dock mest känd för sina revyer.